# Palazzo del Podestà (Forlì)

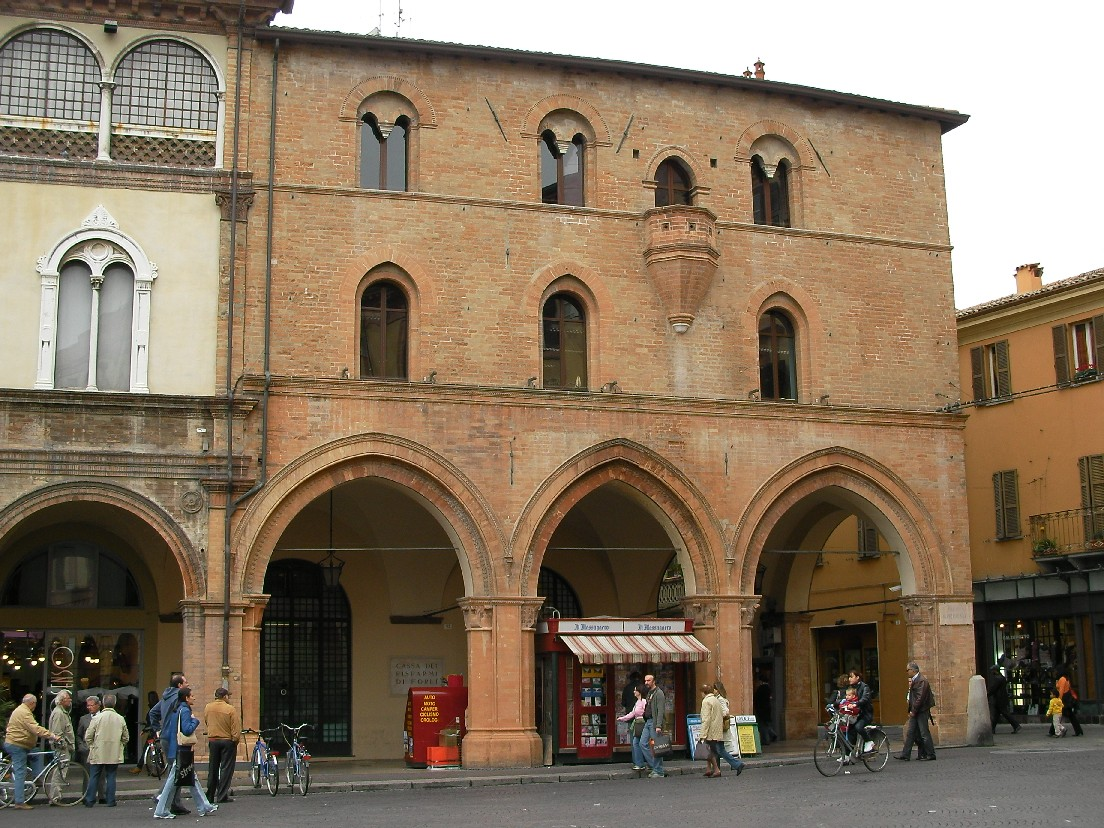
Palazzo del Podestà in Forlì

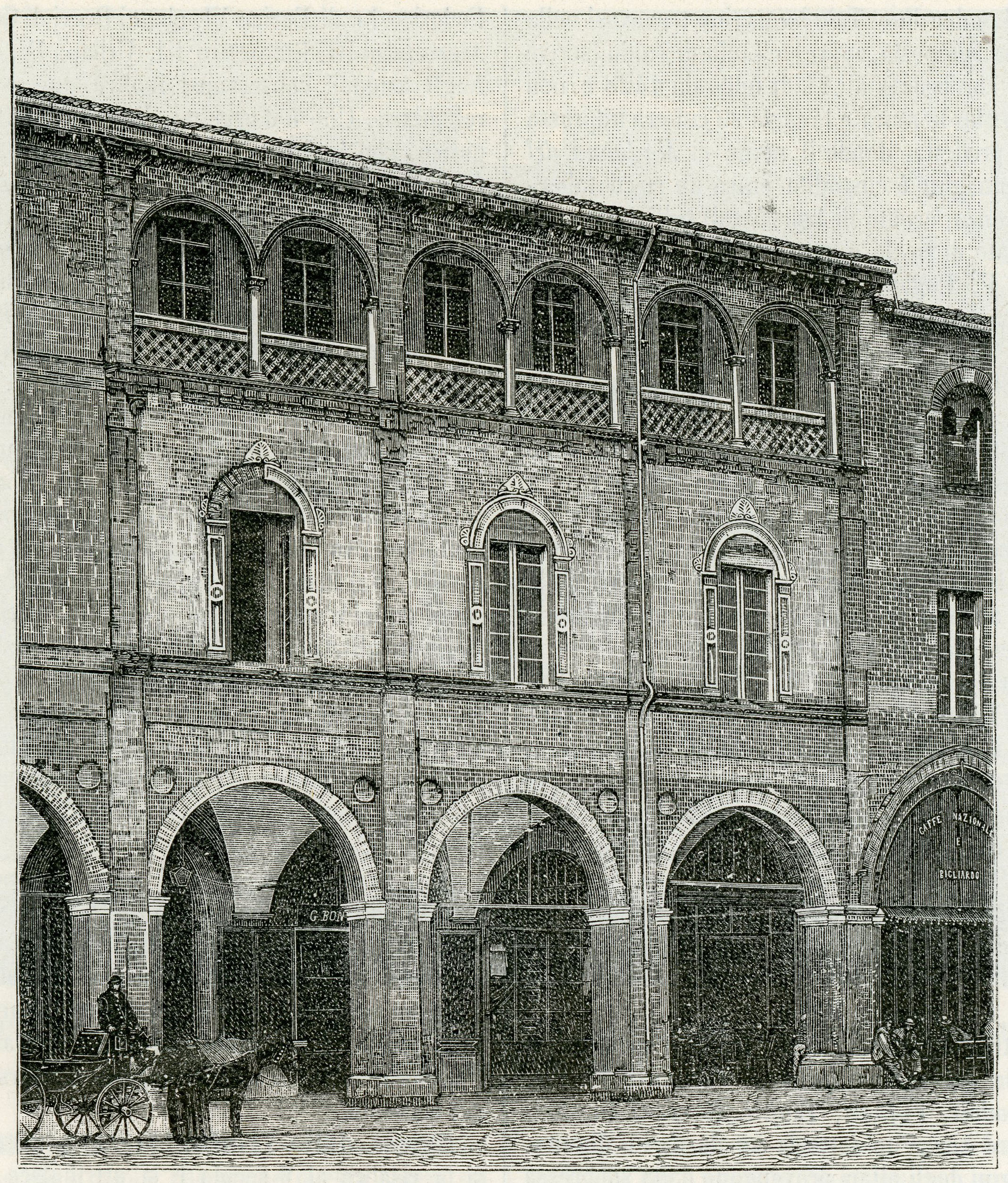
Auf diesem Stich aus dem Ende des 19. Jahrhunderts ist am rechten Rand neben dem Palazzo Albertini ein Ausschnitt des Palazzo del Podestà zu sehen.

Der Palazzo del Podestà ist ein Palast aus dem 15. Jahrhundert im historischen Zentrum von Forlì in der italienischen Region Emilia-Romagna, der dem Podestà als Amtssitz diente. Er liegt an der Piazza Aurelio Saffi 53 neben dem Palazzo Albertini.

## Geschichte
Der Palast wurde um 1460 auf den Ruinen eines Gebäudes aus dem Jahre 1458 gebaut, das sofort nach dem Aufbau eingestürzt war. Die Arbeiten an dem gotischen Gebäude wurden unter der Leitung von Matteo di Riceputo, dem Onkel von Melozzo degli Ambrogi, durchgeführt.

## Beschreibung
Die Fassade ist aus lokalem Terrakotta, der an der Baustelle behauen wurde. Die Arkaden haben Spitzbögen, die mit Kapitellen mit rechteckigem Querschnitt und mit dem alten Kreuz des Volkes und dem Wappen der Ordelaffis verziert sind. Im ersten Obergeschoss sind drei einzelne Spitzbogenfenster angebracht, im zweiten Obergeschoss drei Doppelfenster mit Rundbogen und ein einzelnes Spitzbogenfenster mit kleinem Balkon.
Dieser Balkon wurde um 1920 angebracht, um an der Wand die Spuren des Eingangs zu einem Käfig zu verdecken, der außerhalb des Palastes montiert worden war, um die Verurteilten oder deren Leichen auszustellen.